# 米朝よもやま噺
米朝よもやま噺（べいちょう よもやまばなし）は、ABCラジオ（朝日放送）で2005年4月9日から2013年9月29日まで放送されていたトーク番組。「上方落語の大御所」として知られる人間国宝・桂米朝による冠番組で、生前最後のレギュラー番組でもあった。
番組開始から2009年3月までは、新光証券（現・みずほ証券）の1社提供番組であったことから、新光証券PRESENTS 米朝よもやま噺というタイトルを冠していた。2006年4月から2009年3月までは、ニッポン放送でもABCとは異なる曜日・時間帯で放送。新光証券がスポンサーから降りた同年4月から、番組タイトルを米朝よもやま噺に改めている。

## 概要
米朝が肉声で上方芸能史を語ることや、一芸を極めて世間から「大物」と呼ばれたゲストの一部（小沢昭一、茂山千之丞、喜味こいしなど）が放送後に逝去したことなどから、「芸能・文学関連の音声アーカイブとしての価値が非常に高い番組」とされている。
番組開始当初は、米朝が自らの落語人生を振り返りながら、日常生活で感じていることや上方演芸文化について研究したことを自由に語る「一人語り」を中心に放送。米朝にゆかりのある落語家・演出家・俳優や関西出身・在住の著名文化人を1～2名ゲストに迎えた対談を軸とした「交遊録」を流すこともあった。2006年以降は、このような対談を事前に収録したうえで放送することが多かった。
実際の収録では、番組スタッフを進行役に立てたうえで、米朝やゲストに話を聞いていた。開始当初はそのスタッフの氏名を放送で紹介していなかったが、竹本綱大夫をゲストに迎えた2006年4月9日（ニッポン放送は10日）の放送で、朝日放送テレビ（ABCテレビ）のプロデューサー・市川寿憲であることが発表された。米朝が体調不良などで収録を休む場合には、米朝の長男・5代目桂米團治をはじめ、米朝の弟子に当たる落語家などをゲストに迎えて放送した。
基本として火曜日の夕方に収録。2010年12月時点では、番組途中からの特別出演を含めて、桂ざこばが最も多くゲストで登場している。ABCラジオが同年3月に『元気イチバン!!芦沢誠です』（平日夕方の生ワイド番組）の放送を終了するまでは、同番組の火曜日にレギュラーで出演していた関係で、同番組の本番を終えてから当番組の収録に臨んでいた。
また、直近の放送内容を書き起こしたエッセイ「米朝口まかせ」を、「朝日新聞」関西版夕刊の芸能面に毎週連載（#新聞連載を参照）。さらに、その連載をまとめた番組本を4冊刊行している。
しかし、米朝は2013年8月26日から肺炎で入院。ABCラジオでは、米朝の年齢（87歳）や直近数年間の体調などを総合的に判断したうえで、同年9月29日の放送で当番組を終了させることを決めた。なお、終了決定前の8月には、「夏休みスペシャル」として2週にわたってアンコール放送。2013年6月に実施した最後の収録分を9月15日放送分までに流したうえで、22日・29日にも、放送済み音源の再構成による「傑作選」を放送した。
番組ではリスナーからのメッセージを随時募集。メッセージを投稿しリスナーから、毎週1名に米朝関連の書籍を進呈していた。過去に進呈された書籍は以下の通り。
- 2005年4-7月　サイン入り写真集「桂米朝・噺の世界」
- 2005年8月-2006年3月　「桂米朝集成」
- 2006年4月-　「落語と私」
- 2007年11月25日のみ　「四世桂米團治 寄席随筆」

公式サイトでは当初、毎回の放送終了後に、文章とスタジオ風景写真を交えながら公式サイトで放送内容を紹介していた。しかし、番組本の刊行を始めたこともあって、2007年頃から公式サイトの更新の頻度が低下。番組終了時点では、番組の概要紹介、米朝の人物紹介、電子メールによるメッセージの投稿フォームに特化していた。
番組冒頭のタイトルコールと提供アナウンス、ゲストがある週のプロフィールなどの紹介は、開始当初から基本として鳥木千鶴（放送期間中は朝日放送アナウンサー）が担当。ただし、鳥木が出産・育児休暇で降板した期間には、鳥木の後輩アナウンサー・橋詰優子が紹介していた。
ABCラジオでは2013年10月6日から、上方落語・漫才・浪曲・講談の名人芸をアーカイブ音源を通じて紹介する番組として、当番組の放送枠で『ラジオわろうてい』を放送している。その一方で、当番組終了直後の同月3日には、市川が54歳で永眠。米朝自身も2015年3月19日に89歳で永眠したため、当番組が米朝にとって生前最後の冠番組・レギュラー番組になった。
朝日放送では、米朝の逝去翌日から、テレビ・ラジオで米朝の追悼特集を放送する場合に当番組の音源や収録時のスタジオ映像を適宜使用。
2015年4月26日（日曜日）には、当番組の放送済み音源を交えたざこば・米團治・三代澤康司（『ラジオわろうてい』で「席亭」を務める同局アナウンサー）出演の追悼番組『桂米朝 最後のよもやま噺』が、ABCラジオでの24:30 - 26:00に放送された。

## 放送時間
- 朝日放送
  - 2005年4月～2006年3月　毎週土曜日　13:30 - 14:00
  - 2006年4月～　毎週日曜日　9:00 - 9:30
  - 2011年4月10日～2012年9月30日　8:10 - 8:30
  - 2012年10月7日～2013年9月29日　毎週日曜日5:00 - 5:25
- ニッポン放送
  - 2006年4月～2006年10月　毎週月曜日　19:30 - 20:00
  - 2006年10月～2007年3月　毎週火曜日　20:00 - 20:30
  - 2007年4月～2009年3月　毎週日曜日　6:15 - 6:45

## この番組に出演したゲスト
年またぎ（年末年始）で出演したゲストについては、新年の最初として扱う。

### 2005年
- 4月9日　小沢昭一（正岡容一門、俳優、俳人）
- 4月23日　桂米左（落語家）
- 6月4日、11日　永六輔（エッセイスト）
- 6月25日　桂ざこば（落語家）
- 7月30日、8月27日　茂山千之丞（狂言師　※京都市祇園のお座敷「波木井（はぎい）」でのロケーション収録編　高校野球のため8月6日、13日、20日は休止したため前編と後編の間隔が1ヶ月あった）
- 9月3日　波木井正夫（※お座敷「波木井」ロケ第2弾）
- 9月10日、17日　喜味こいし（漫才師）
- 10月1日、8日　加藤武（劇団文学座所属俳優）
- 12月10日、17日　柳家小三治（落語家、※神奈川県相模原市で行われた米朝との2人会の開催前、楽屋でのロケーション収録編）

### 2006年
- 2月18日、25日　吉鹿德之司（よしか・とくのすけ、元・サンケイホール社長）
- 3月4日、11日　桂春團治（落語家）
- 3月25日　桂ざこば（2回目のゲスト出演）
- 4月1日、9日（ニッポン放送は4月3、10日）　竹本綱大夫（文楽大夫）
- 4月23日（ニッポン放送は4月24日）　桂ざこば（落語家、3回目のゲスト出演）
- 5月7日、14日（ニッポン放送は5月8日、15日）　イーデス・ハンソン（タレント、社会運動家）
- 5月28日、6月4日（ニッポン放送は5月29日、6月5日）　石毛直道（国立民族学博物館名誉教授）
- 6月11日、18日（ニッポン放送は6月12日、19日）　桂小米朝（現・桂米團治）（米朝の息子、落語家）
- 6月25日、7月2日（ニッポン放送は6月26日、7月3日）　坂田藤十郎（歌舞伎俳優）
- 7月23日、30日（ニッポン放送は7月24日、31日）　茂山千作（狂言師）
- 8月27日、9月3日（ニッポン放送は8月28日、9月4日）桂小米（落語家）

なお、米朝は同年8月に骨折し入院していたため、8月20日以後に放送された番組では事前の収録であることをコメントしている。
- 9月10日（ニッポン放送は9月11日）　桂ざこば（落語家、4回目のゲスト出演）を初め、米朝一門の落語家が入院中の病院に米朝を訪ねたときの模様が放送された
- 9月24日（ニッポン放送は9月25日）　桂千朝（落語家）、桂小米朝（落語家、2回目のゲスト出演）※米朝の退院後に自宅で収録

### 2007年
- 1月14日（ニッポン放送は?月?日）　桂小米朝（落語家、3回目のゲスト出演）、桂歌々志改め3代目桂歌之助（落語家）
- 1月28日、2月4日（ニッポン放送は?月?日、?月?日）　桂吉弥（桂吉朝の弟子、落語家）
- 2月11日（ニッポン放送は?月?日）　吉田文雀（文楽の人形遣い）
- 3月11日、18日（ニッポン放送は?月?日、?月?日）　桐竹勘十郎（文楽の人形遣い）
- 4月1日、9日、15日（ニッポン放送は?月?日、?月?日、?月?日）　一龍斎貞水（講談師、人間国宝）
- 4月22日、29日（ニッポン放送は?月?日、5月13日）　桂小米朝（落語家、4回目のゲスト出演）
- 5月6日、12日（ニッポン放送は5月20日、27日）　正司花江（かしまし娘、女優）
- 6月10日（ニッポン放送は6月24日）　喜味こいし（漫才師　2回目の出演）
- 6月24日（ニッポン放送は7月1日、8日）　桂ざこば（落語家、5回目のゲスト出演）
- 7月8日、15日（ニッポン放送は7月22日、29日）　山田庄一（古典芸能演出家）
- 7月22日、29日（ニッポン放送は8月5日、12日）　芦屋小雁（喜劇俳優）29日は途中から桂ざこば（落語家、6回目のゲスト出演）
- 8月5日（ニッポン放送は8月19日）　桂小米朝（落語家、5回目のゲスト出演）
- 8月19日（ニッポン放送は8月26日）　桂小米朝（落語家、6回目のゲスト出演）、桂ざこば（落語家、7回目のゲスト出演）
- 9月9日、16日（ニッポン放送は9月16日、23日）　川上のぼる（腹話術師）
- 9月23日（ニッポン放送は9月30日）　喜味こいし（漫才師　3回目の出演）
- 9月30日（ニッポン放送は10月7日、14日）　桂南光（落語家）
- 10月14日、21日（ニッポン放送は10月21日、28日）　正司照枝（かしまし娘、女優）
- ?月?日、?日（ニッポン放送は12月23日、30日）　喜味こいし（漫才師、4回目の出演）

### 2008年
- 1月20日、27日、2月3日（ニッポン放送は1月27日、2月3日、10日）　高石ともや（歌手、フォークシンガー）　※京都市祇園のお茶屋「いまむら」で収録
- 2月10日、17日（ニッポン放送は2月17日、3月2日）　桂歌之助（落語家　3回目の出演）
- 3月23日（ニッポン放送は4月6日）　桂吉弥（落語家　2回目の出演）
- 3月30日、4月6日（ニッポン放送は4月13日、20日）　桂都丸（落語家）
- 4月13日（ニッポン放送は4月27日）　竹本住大夫（文楽太夫）
- 4月20日、27日（ニッポン放送は5月4日、11日）　正司歌江（かしまし娘、女優）
- 5月4日、11日（ニッポン放送は5月18日、25日）　桂雀々（落語家）
- 5月18日（ニッポン放送は6月1日）　桂小米朝（落語家、5回目のゲスト出演）　※米朝は同年5月に骨折。入院療養中は当番組に出演できなかった。
- 5月25日（ニッポン放送は6月8日）　桂ざこば（落語家、8回目のゲスト出演）
- 6月1日（ニッポン放送は6月15日）　竹本住大夫（文楽太夫）　※同年4月放送分の未放送分より
- 6月8日（ニッポン放送は6月22日）　前半：桂都丸（落語家）　後半：桂雀々（落語家）　※同年4月、5月放送分の未放送分より
- 6月15日、22日（ニッポン放送は6月29日、7月6日）　桂小米朝（落語家、6回目のゲスト出演）　桂吉の丞（落語家）　※同年6月13日(金)　米朝が入院していた兵庫県尼崎市内の病院内の病室で収録　※桂吉の丞は、6月15日（ニッポン放送は6月29日）放送分のみの出演
- 6月29日（ニッポン放送は7月13日）　桂ざこば（落語家、9回目のゲスト出場）　※米朝　退院後初のABCラジオでの収録分
- 7月6日（ニッポン放送は7月20日）　桂団朝（落語家）
- 7月13日、20日、27日（ニッポン放送は7月27日、8月3日、10日）　天龍三郎（浪曲師）
- ABCラジオでは放送なし（ニッポン放送は8月17日）　川上のぼる（腹話術師）　※「夏休みスペシャル」　昨年9月放送分の未放送分より（ABCラジオでは「第90回　全国高校野球選手権大会」の中継放送の為、番組放送休止）
- ABCラジオでは放送なし（ニッポン放送は8月24日）　かしまし娘（正司花江　正司照枝　正司歌江　女優）　※「夏休みスペシャル」　過去にそれぞれで出演の放送分より（ABCラジオでは「第90回　全国高校野球選手権大会」の中継放送の為、番組放送休止）
- 8月24日、31日（ニッポン放送は8月31日、9月7日）　桂米二（落語家）
- 9月28日、10月5日、12日（ニッポン放送は10月5日、12日、19日）　桂春團治（落語家）12日は後半CM明けから桂米二が参加。
- 10月19日、26日、11月2日（ニッポン放送は10月26日、11月2日、9日）　暁照夫（漫才師、元宮川左近ショー）
- 11月9日、16日、23日、30日（ニッポン放送は11月16日、23日、30日、12月7日）　大西信行（脚本家）※同年10月20日　ABCラジオの東京のスタジオで収録。
- 12月7日、14日、21日（ニッポン放送は12月14日、21日、28日）　桂米團治（落語家、7回目のゲスト出場）　※米團治襲名後　初出演。　同年12月2日　ABCラジオのスタジオで収録。　※14日は後半CM明けから　桂ざこばが参加。21日も。

### 2009年
- 1月12日（ニッポン放送は1月18日）茂山千之丞（狂言師） 茂山あきら（狂言師） 桂米團治（落語家、8回目のゲスト出演）※前年12月26日　大阪・中之島　リーガロイヤルホテルで収録。
- 3月1日（ニッポン放送は3月8日）桂吉坊（落語家）※同年2月10日　ABCラジオのスタジオで収録。
- 3月15日、22日（ニッポン放送は3月22日、29日）桂ざこば（落語家）※同年3月3日　ABCラジオのスタジオで収録。
- 4月5日、12日 金太郎（芸妓）他2名、※米朝入院の為米團治、ざこばが出演。
- 5月16日、23日、31日 桂雀三郎（落語家）
- 6月7日、14日 桂小米（落語家） ※14日は途中より桂ざこば、米團治が出演。
- 6月28日、7月5日、12日 棚橋昭夫（元・NHKプロデューサー、宝塚造形芸術大学院教授）※12日は途中より桂ざこば。
- 7月19日、26日、8月2日 桂千朝（落語家、2回目のゲスト出演）※8月2日は前半途中より桂宗助、後半より桂ざこばが出演。
- 8月23日、30日、9月6日 山田庄一（古典芸能演出家、2回目のゲスト出演）
- 9月13日、20日 桂米團治（落語家、9回目のゲスト出演）、桂宗助（落語家）、桂吉坊（落語家、2回目のゲスト出演）※米朝入院により、入院先の病室で収録。
- 9月27日、10月4日 桂米團治（落語家、10回目のゲスト出演）、桂宗助（落語家、2回目のゲスト出演）、桂小米（落語家、2回目のゲスト出演）、桂吉の丞（落語家、2回目のゲスト出演）※復帰後初のABCラジオのスタジオで収録。
- 10月4日、18日、25日 桂朝太郎（落語家、マジカル落語）※18日、後半より25日は最初から桂ざこば。
- 11月1日 横山ホットブラザーズ（横山アキラ、横山マコト　お笑いグループ）
- 11月8日、16日 山田庄一（古典芸能演出家、3回目のゲスト出演）、桂米左（落語家）※文化勲章受賞直後の東京のスタジオで収録。
- 11月29日 横山ホットブラザーズ（横山アキラ、マコトお笑いグループ）※11月1日の後半。
- 12月6日、13日、20日 水木義之資（千日劇場および新歌舞伎座の元・支配人）※13日は途中から少しだけ桂ざこばが出演、20日は後半から桂ざこばが出演。

### 2010年
- 2009年12月27日、2010年1月10日、17日　喜味こいし（漫才師　5回目のゲストで、年をまたいで出演。1月3日は箱根駅伝復路中継のため休止だった）
- 1月24日、31日 棚橋昭夫（元・NHKプロデューサー、宝塚造形芸術大学院教授、2回目のゲスト出演）
- 2月7日、14日、21日 三林京子（女優、落語家）※21日は途中から桂ざこばが出演
- 2月28日、3月7日、14日 藤舎呂浩（邦楽囃子方）※3月7日は途中から14日は全編桂ざこばが出演
- 3月21日、28日 織田正吉（放送作家）
- 4月4日、11日、18日 成瀬國晴（イラストレーター）
- 4月25日、5月2日、9日 かしまし娘（正司照枝、花江　女優、2回目のゲスト出演）
- 5月16日 茂山千之丞（狂言師、2回目ゲスト）※京都市祇園のお茶屋「いまむら」でのロケーション収録編
- 5月30日、6月6日、13日 藤信初子（浪曲曲師）
- 6月20日 権藤芳一（演劇評論家）
- 7月4日、11日、18日 阪口純久（南地大和屋3代目元女将）
- 7月25日、8月1日、22日 桂都丸（落語家、2回目のゲスト出演）※25日は途中から22日は最初から桂米團治が出演
- 8月29日、9月5日 中川絹子（米朝夫人）※29日は途中から桂米團治、吉の丞が出演、5日は全編出演。自宅・武庫之荘で収録
- 9月12日、19日、26日 廓正子（演劇評論家）
- 10月3日、10日 桂米輔（落語家）
- 10月17日、24日 桂米平（落語家）
- 10月31日、11月7日 奥村彪生（伝承料理研究家）
- 11月14日、21日、28日 芦屋小雁（喜劇俳優、2回目のゲスト出演）
- 12月5日、12日、19日 桂ざこば（落語家、10回目のゲスト出演）

### 2011年
- 2010年12月26日、2011年1月9日 まめ晃、孝鶴（祇園の舞妓）（年をまたいで出演。1月2日は箱根駅伝復路中継のため休止だった）
- 1月16日、23日 中村扇雀（歌舞伎役者）
- 1月30日、2月6日 イーデス・ハンソン（タレント、社会運動家、2回目のゲスト出演）
- 2月13日、20日、27日 春野百合子（浪曲師）
- 3月6日、13日 丸石やすし、茂山あきら（狂言師）
- 3月20日 竹本綱大夫（文楽、太夫、2回目のゲスト出演）鶴澤清二郎（文楽、三味線方）
- 4月3日、10日、17日 中川芳三（歌舞伎演出家）
- 4月24日、5月1日、5月8日 木津川計（雑誌編集者、文化芸能評論家）
- 5月15日、22日、29日、6月5日 矢野誠一（芸能評論家）
- 6月12日、19日、26日 桂米八（落語家）
- 7月3日、10日、17日、24日 小佐田定雄（落語作家）
- 7月31日、8月21日、28日、9月4日 桂ざこば（落語家、11回目のゲスト出演）（8月7日、14日は全国高校野球選手権大会中継のために休止だった）
- 9月11日、18日 永六輔（エッセイスト、2回目のゲスト出演）、大西信行（劇作者、2回目のゲスト出演）、小沢昭一（俳優、2回目のゲスト出演）、加藤武（劇団文学座所属俳優、2回目のゲスト出演）、矢野誠一（作家、2回目のゲスト出演）（7月31日に紀伊國屋ホールで開催された「桂米朝展 記念落語会」やなぎ句会の座談会の模様）
- 9月25日、10月2日、9日 小澤紘司
- 10月16日、23日、30日、11月6日 桂千朝（落語家、3回目のゲスト出演）
- 11月13日 、??日、??日、??日 桂南光（落語家、2回目のゲスト出演）
- 12月 西川梅十三、松尾豊子

### 2012年
- 1月 坂田藤十郎（歌舞伎役者）、山田昭一（歌舞伎演出家）
- 2月 澤田隆治
- 2月26日、3月4日、11日 桂こごろう（落語家）
- 3月18日、25日、4月1日、9日 朝比奈千足 （神戸フィルハーモニックの音楽監督兼常任指揮者）
- 4月15日、22日、29日、5月6日 桂佐ん吉（落語家）、桂吉の丞（落語家）
- 5月13日、20日、27日、6月3日 長沖渉（演出家、脚本家）
- 6月10日、17日、24日　かしまし娘（正司照枝、正司花江、4回目の出演）、喜味家たまご（喜味こいし次女） - 夢路いとし・喜味こいしについての鼎談
- 7月8日、15日、22日 桐竹勘十郎（文楽の人形遣い、2回目の出演）
- 7月29日、8月5日、26日 大槻文蔵（シテ方観世流能楽師）（8月12日、19日は全国高校野球選手権大会中継のために休止だった）
- 9月2日、9日、16日、23日 加藤武（劇団文学座代表、2回目の出演）
- 9月30日、10月7日、14日 桂米裕（落語家）
- 10月21日、28日、11月4日 桂ざこば（落語家、12回目のゲスト出演）※途中から桂米團治が出演。米朝の自宅で収録。
- 11月11日、18日、25日 桂勢朝（落語家）
- 12月2日、9日、16日 横山アキラ、横山マコト（横山ホットブラザーズ）

### 2013年
- 2012年12月23日、30日、2013年1月6日　桂雀松（落語家） - 年をまたいで出演。2012年12月23日は初回のゲストだった小沢昭一の追悼特番だった。
- 1月13日、20日、27日 池田幾三（構成作家）
- 2月3日、10日、17日 西岡慶子（女優、元松竹新喜劇所属）
- 2月24日、3月3日、10日 桂ざこば（落語家、13回目のゲスト出演）
- 3月17日、24日、31日 古吟勲一（元・関西テレビプロデューサー）
- 4月7日、14日、21日 三林京子（女優、落語家、2回目のゲスト出演）
- 4月28日、5月5日、12日 茂山七五三（狂言師）
- 5月19日、26日、6月2日 桂南光（落語家　4回目のゲスト出演）、田中秀武（米朝事務所会長）
- 6月 廓正子（かまえ・まさこ。演芸評論家）
- 6月-7月  廣田一（松竹演劇部顧問）
- 7月21日、28日、8月4日 京山幸枝若（浪曲師）
- 8月11日、18日　ゲストなし - 夏休みスペシャルと銘打って、過去の放送から、米朝の一人語り[5]のアーカイブを放送
- 9月1日、8日、15日　棚橋昭夫（元・NHKプロデューサー、3回目のゲスト出演、かつ事実上最後のゲストとの対談）
- 9月22日、29日　ゲストなし - 傑作選として過去の放送から、米朝の一人語り[5]を放送。最終回となる29日放送分では、第1回の音源もアーカイブとして流した。

## 特別編
- 2006年1月1日（ニッポン放送は1月3日　11:30 - 12:30）
  - 「おめでとう!!桂米朝80歳（上方落語に魅せられて）」が、ABCラジオとニッポン放送で放送された。番組では、2005年11月6日に、大阪市北浜にある料亭「花外楼」で開かれた「桂米朝の傘寿を祝う会」と題したパーティーの模様から、桂南光の進行で、桂小米朝（現：桂米團治）、桂ざこば、茂山千之丞、永六輔との座談会の模様と、桂米朝の「二階借り」を放送。総合司会は三代澤康司アナウンサー。
    - 「桂米朝の傘寿を祝う会」の模様の一部は、朝日放送でテレビ放送もされた。
- 2007年1月2日
  - 「米朝よもやま噺スペシャル 」
  - ゲスト：喜味こいし、横山アキラ、横山マコト（横山ホットブラザーズ）
- 2008年3月30日（ニッポン放送は3月30日　20:30 - 21:00）
  - 「新光証券PRESENTS 米朝よもやま噺 特別篇」
  - ゲスト：竹本住大夫（文楽大夫）
- 2009年4月26日
  - 「本邦初! 小米朝最後の地獄八景」米團治襲名のエピソードと小米朝時代最後の高座を放送、米團治、市川寿憲、三代澤康司が出演。米朝は出演せず。
- 2010年1月1日
  - 「米朝よもやま噺　新春スペシャル」
  - ゲスト：田辺聖子（小説家）

## スタッフ
- プロデューサー：市川寿憲
- ディレクター：上ノ薗公秀
- 構成:鶴田純也

## 関連書籍
- 米朝よもやま噺（朝日新聞社、ISBN 9784022503619、2007年12月発売）※最初の100回分の放送内容をまとめた書籍。
- 藝、これ一生 米朝よもやま噺（朝日新聞出版、ISBN 4022506970、2010年2月発売）※前作の第2弾で、市川との共著扱い。
- 米朝よもやま噺（朝日新聞出版、ISBN 978-4022645616、2010年8月発売）※朝日新聞関西版夕刊の連載エッセイ「米朝口まかせ」（後述）や、当番組で米朝が話した内容をまとめた文庫本で、市川との共著扱い。
- 歳々年々、藝同じからず: 米朝よもやま噺（朝日新聞出版、ISBN 978-4022509970、2012年8月発売）

## 新聞連載
朝日新聞大阪本社では、当番組の放送内容に基づくエッセイ「米朝口まかせ」を、2005年9月から2013年11月11日発行分まで週に1回（末期は月に1回）のペースで関西版夕刊の芸能面に掲載。朝日新聞デジタルの有料版には、2013年10月21日発行分および最終回の記事を再録している。

## 備考
1. ↑  放送上は、新光証券のスポンサー撤退後もCM枠を設定。2010年頃までは、本編終了時の20秒でACジャパン（2009年6月までは公共広告機構）の啓発CMを放送していた。2011年頃からは、インターネットラジオのradikoについてのスポットCMを流していた。
2. ↑  桂米朝さんの「よもやま噺」月内終了へ　ABCラジオ（「朝日新聞」2013年9月11日付関西版記事）
3. ↑  桂米朝さん:ラジオ番組終了へ　朝日放送「体調考え判断」（「毎日新聞」2013年9月12日付関西版記事）
4. ↑  同時間帯に通常放送される中村こずえのサウンドピクチャー（24:30 - 25:30）は放送休止となった。またABCラジオの放送終了も30分延長された。
5. 1 2  実際は先述のとおり市川がインタビューしたもの